# Medalla Militar (Reino Unido)
La Medalla Militar (MM) fue hasta 1993 la condecoración militar de tercer nivel jerárquico otorgada a personal del Ejército británico y a miembros de otros servicios. Anteriormente también era otorgada al personal de otras naciones de la Commonwealth por debajo del rango de oficial por su valentía en combate en acciones terrestres.
La medalla fue establecida el 25 de marzo de 1916. Fue el equivalente en otros rangos a la Cruz Militar (CM), (que era otorgada a oficiales (y rara vez a suboficiales, que también podían ser galardonados con la MM). El rango de la MM se sitúa por debajo de la MC y de la Medalla de Conducta Distinguida (MCD), que también fue concedida a los miembros sin rango del Ejército.
Los merecedores de la Medalla Militar tienen derecho a utilizar las letras postnominales "MM". 
En 1993 se suspendió la concesión de la Medalla Militar, sustituida desde entonces por la Cruz Militar, que fue extendida al personal de todas las categorías.

## Descripción
- Una medalla de plata circular de 36 mm de diámetro. En el anverso lleva la efigie del monarca reinante.
- En el reverso lleva la inscripción "FOR BRAVERY IN THE FIELD" («por su valentía en el campo de batalla») en cuatro líneas, rodeada por una corona de laurel, coronada con el Monograma Real y con la Corona imperial del Estado.
- La liga es de un tipo de desplazamiento adornado.
- La cinta es de color azul oscuro, 1,25 pulgadas de ancho, con cinco rayas iguales de centro blanco, rojo, blanco, rojo y blanco (0,125 pulgadas cada uno).
- Barras laureado en plata están autorizados para premios posteriores.

| Cintas de la Medalla Militar | Cintas de la Medalla Militar | Cintas de la Medalla Militar |
| ---------------------------- | ---------------------------- | ---------------------------- |
| MM                           |                              | MM y Barra                   |

## Condecorados notables de la Medalla Militar
Más de 135.000 personas han sido galardonados con la Medalla Militar. Entre los condecorados más importantes son:
- Thomas Baker (aviador), militar que participó en la Primera Guerra Mundial
- Walter Bingham Judío refugiado de la Alemania nazi que sirvió en Normandía y posteriormente en Contra Inteligencia
- Ian Bailey, quien fue galardonado con la medalla como cabo en el Regimiento de paracaidistas durante la Guerra de las Malvinas, convirtiéndose en capitán.
- Billy Bennett, comediante británico
- Geoffrey Bingham, teólogo y autor australiano
- Joe Cassidy, futbolista escocés
- Mairi Chisholm, conductor británico de ambulancias voluntario
- Douglas Clark, futbolista británico de rugby y luchador
- Jack Cock, futbolista británico
- William Coltman, que también fue galardonado con la Cruz de la Victoria, y fue el más condecorado de NCO de la Primera Guerra Mundial
- Ernest Albert Corey, la única persona que ha recibido la MM cuatro veces
- Dorothie Feilding, primera mujer en ser galardonada con la MM
- Barney F. Hajiro, soldado americano-japonés y Medalla de Honor, otorgado por sus acciones en la Segunda Guerra Mundial
- Billy Hanna, lealista de Irlanda del Norte y comandante de la Fuerza Voluntaria del Úlster Mid-Ulster Brigade. Por gallardía en la guerra de Corea
- William Hutt, actor canadiense
- Fred 'Buck' Kite, el único soldado británico en recibir la MM y dos barras en la Segunda Guerra Mundial
- Elsie Knocker, enfermera voluntaria británica y chofer de ambulancia
- Norman Washington Manley, exministro Primero de Jamaica, sargento en el ejército británico durante la Primera Guerra Mundial

- John McAleese, ex británico soldado del Servicio Aéreo Especial que ayudó a terminar con el asedio de la embajada iraní en 1980
- James McCudden, el piloto británico más condecorado de la Primera Guerra Mundial
- Andy McNab (seudónimo), Exsoldado del Servicio Aéreo Especial y escritor
- Tommy Prince, Brigada del Diablo, aborigen veterano canadiense, más condecorado soldado aborigen de Canadá de la Segunda Guerra Mundial. También recibió de EE. UU. la Estrella de Plata
- Bob Quinn, futbolista australiano
- Charles Rutherford, condecorado con la Cruz Militar, Medalla Militar y la Cruz Victoria
- Chris Ryan (seudónimo), sargento británico del Servicio Aéreo Especial y escritor
- Wilfred Sénéchal, abogado de Nuevo Brunswick, Canadá, político
- Al Slater, apareció en el documental británico The Paras
- Randall Swingler, poeta británico
- Willie Thornton, futbolista del Rangers y de la Selección de fútbol de Escocia
- Karl Vernon, medallista olímpico de remo y entrenador
- Arthur Wesley Wheen, traductor de Sin novedad en el frente
- Major-General F. F. Worthington fue galardonado con la Medalla Militar para las acciones cerca de Vimy Ridge

## Cultura Popular
En la sitcom Ejército de papá de la BBC, el Cabo Godfrey se revela por haber sido galardonado con la Medalla Militar cuando sirvió como asistente médico durante la Primera Guerra Mundial.
En la producción Soldier Soldier de Televisión Central difundida en ITV, en el 50.º aniversario del Día D, el personaje de Robson Green, el fusilero Dave Tucker, platica con un veterano llamado Jack Knight, que luego resulta ser un receptor de la Medalla Militar.